# Julius Stockhausen (Musiker)

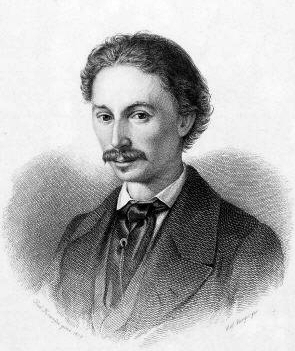
Julius Stockhausen (1859)

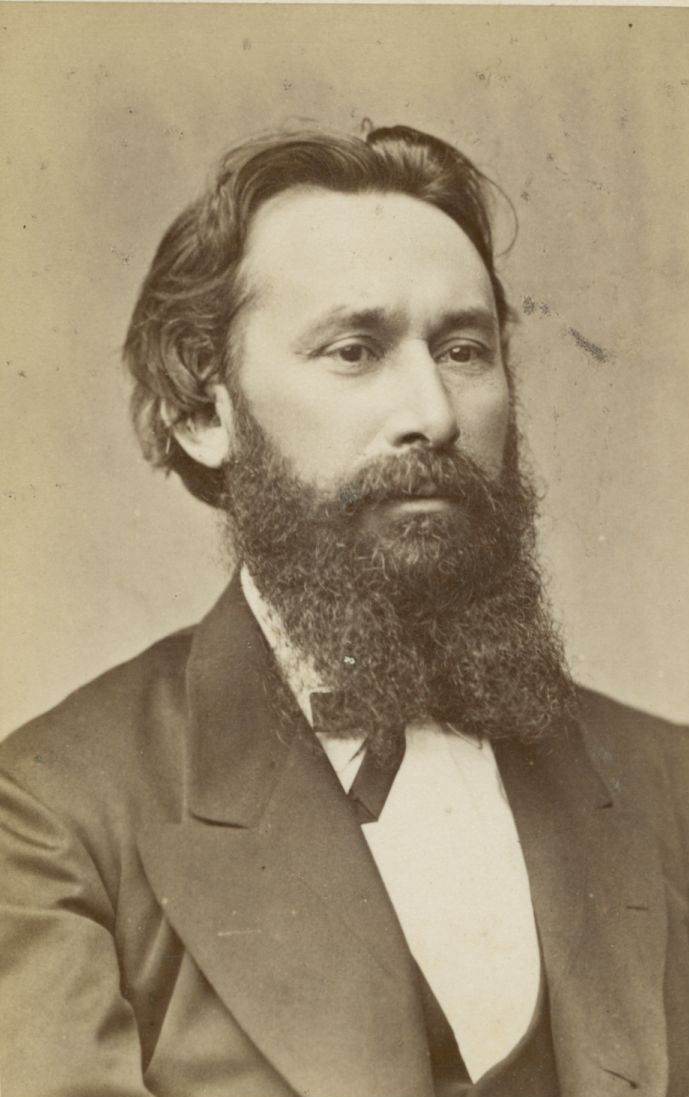
Julius Stockhausen

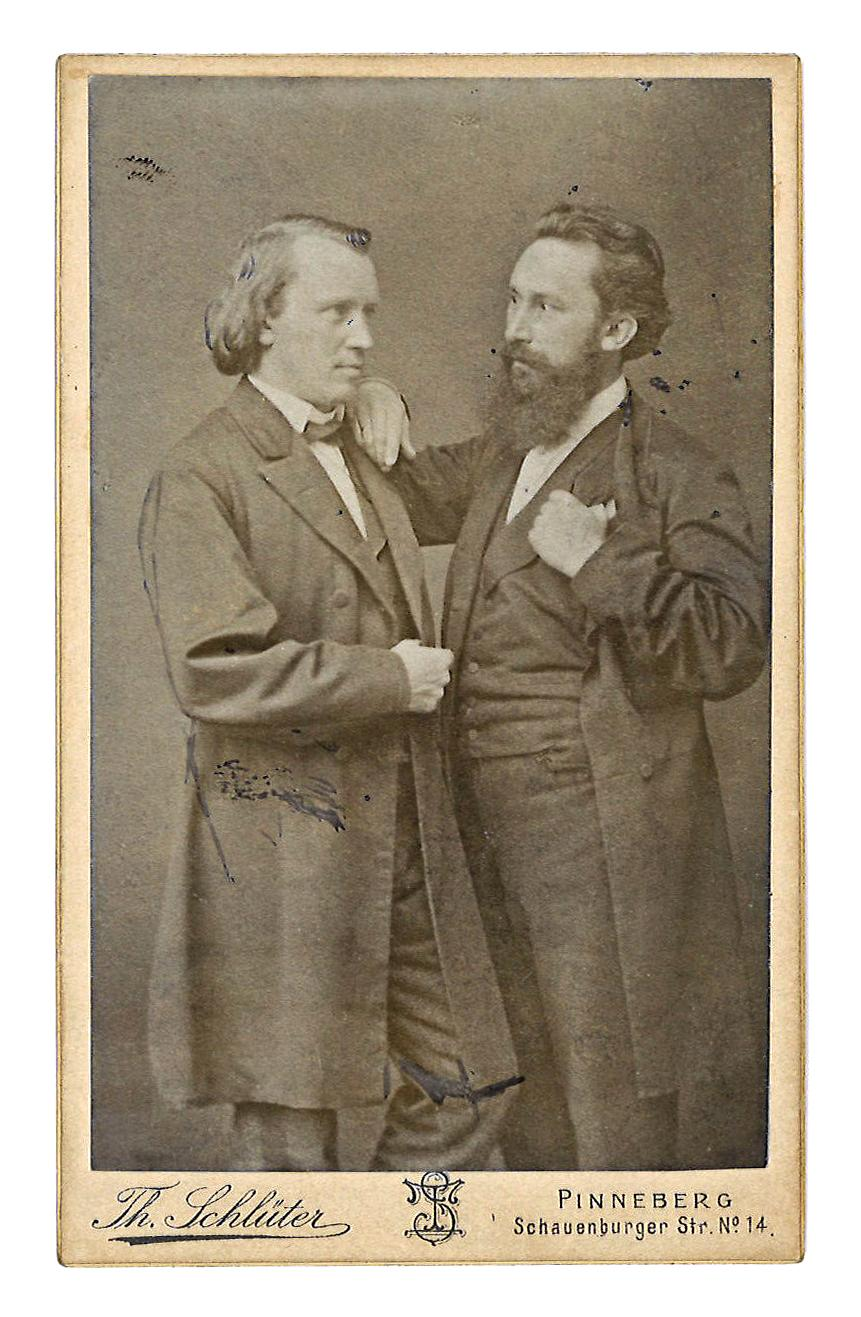
Johannes Brahms und Julius Stockhausen (1869)

Julius Stockhausen

Julius Franz Christian Stockhausen (* 22. Juli 1826 in Paris; † 22. September 1906 in Frankfurt am Main) war ein deutscher Sänger (Bariton), Gesangspädagoge und Dirigent.

## Leben
Julius Stockhausen wurde als Sohn des Harfenisten und Komponisten Franz Stockhausen (1792–1868) und der elsässischen Sopranistin Margarethe Stockhausen geborene Schmuck geboren. Als Kind lernte er mehrere Instrumente zu spielen. Er erhielt seine Gesangsausbildung bei Manuel Patricio Rodríguez García am Konservatorium in Paris.
Stockhausen sang 1848 Mendelssohns Elias in Basel und wurde 1857 Mitglied der Opéra-Comique in Paris. Ende 1861 gründete er in Gebweiler, der Heimatstadt seines Vaters, ein Orchester und einen Chor, dessen Leitung er übernahm. 1862 übernahm der Geiger Friedrich Hegar dort die Funktion des stellvertretenden Kapellmeisters.
Von 1862 bis 1867 war Stockhausen Dirigent der Hamburger Philharmonischen Konzerte und der dortigen Singakademie. Im Oktober 1869 ernannte ihn König Karl von Württemberg zum Königlich-Württembergischen Kammersänger, was mit einem festen Gehalt verbunden war, so dass er mit seiner Familie nach Cannstatt bei Stuttgart zog, wo er bis zum Frühjahr 1874 lebte.
Von 1874 bis 1878 war Stockhausen als Dirigent des Stern’schen Gesangsvereins in Berlin tätig. Von 1876 bis 1878 arbeitete Theodor Fontanes Tochter Martha Fontane als Haustochter in Berlin bei dem Ehepaar Julius und Clara Stockhausen, das mit den Fontanes befreundet war. Von Sommer 1878 bis 1880 und von 1883 bis 1884 war Stockhausen Lehrer für Gesang am Hoch’schen Konservatorium in Frankfurt am Main. Unter anderem gehörten zu seinen Schülern Karl Scheidemantel, Jenny Hahn, Therese Behr-Schnabel, Johannes Messchaert (auch: Johan), Hermine Spies, Hugo Goldschmidt und Max Friedlaender.
Mit Johannes Brahms eng befreundet, setzte er sich als einer der Ersten für dessen Lieder ein. Brahms widmete ihm wiederum seine Romanzen nach Ludwig Tiecks Magelone-Liedern op. 33, von denen Stockhausen – mit Brahms am Klavier – als erstes Lied Keinen hat es noch gereut op. 33 Nr. 1 am 4. April 1862 in Hamburg zur Uraufführung brachte. Die anderen Lieder des Zyklus kamen kurz darauf ebenfalls zur Aufführung.

## Familie

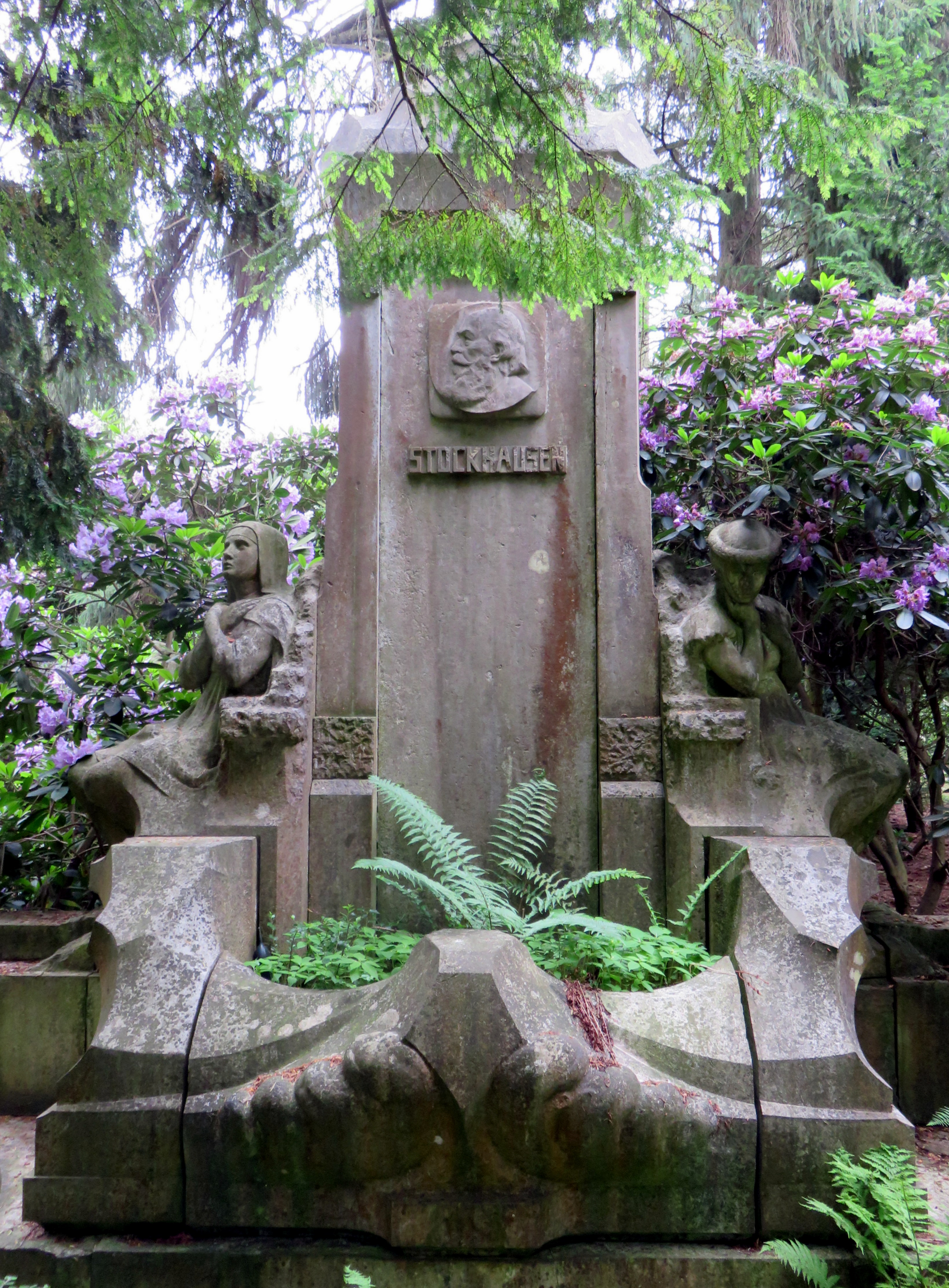
Grab Julius Stockhausen, Friedhof Ohlsdorf,
(links: „geistliches“, rechts: „weltliches Lied“)

Stockhausen heiratete am 10. Juni 1864 in Hamburg Clara Toberentz (* 9. Februar 1842 in Berlin; † 31. Dezember 1908 in Frankfurt am Main).
Das älteste Kind Franz Joseph Emanuel wurde in Hamburg geboren und (19.03.1865 - 1950) wurde in Hamburg ein angesehener Schauspieler. Er starb in Bergen.
Der Sohn Wilhelm Julius Friedrich wurde am 26. August 1870 in Cannstatt/Stuttgart geboren. Er wurde Chemiker.
Der Sohn Theodor Johannes wurde in Berlin geboren (11.02.1877 – 13.12.1930). Er erhielt seinen Vornamen Johannes nach Johannes Brahms, mit dem Stockhausen befreundet war.
Die älteste Tochter Elisabeth Mathilde Aline Agathe wurde am 22.01.1874 in Cannstatt/Stuttgart geboren.
Die Tochter Julie Klara Caecilie (1886–1964) heiratete Joseph Wirth, den Sohn des deutschen Violinisten Emanuel Wirth. Joseph Wirth war Arzt und Verwaltungsdirektor eines Städtischen Krankenhauses war. Julia Wirth schrieb eine Biographie über Julius Stockhausen.
Julius Stockhausen wurde auf der Grabstätte seiner Familie auf dem Hamburger Friedhof Ohlsdorf, Planquadrat AD 20 (südlich Kapelle 7), beigesetzt.
Sein ältester Sohn, der Schauspieler Emanuel Stockhausen, ließ ihm zum Gedächtnis 1908 das sehr große Grabdenkmal durch den Bildhauer Hermann Oberist errichten, zu dessen Fertigstellung der Berliner Liedforscher Prof. Max Friedländer (1852–1934) eine Ansprache hielt. Die Söhne Emanuel und Johannes wurden hier ebenfalls beigesetzt.

## Schüler (Auswahl)
- Marie Altona (1868–1916), deutsche Opernsängerin (Sopran)
- Josef Bletzacher (1835–1895), österreichischer Opernsänger (Bass)
- Hermann Brag, schwedischer Opernsänger (Bass)
- Elise Breuer, deutsche Opernsängerin (Sopran)
- Lisa Burgmeier, Konzertsängerin
- Arno Cabisius (1843–1907), deutscher Opernsänger (Bariton)
- Oscar Fiedler (1848–1906), deutscher Opernsänger (Bariton)
- Aline Friede, deutsche Opernsängerin (Alt, Mezzosopran, später dramatischer Sopran)
- Karl Gentner (1876–1922), deutscher Opernsänger (Tenor)
- Mathilda Heck (Tilda) (1877–1970), Schweizer Sängerin
- Baptist Hoffmann, deutscher Opernsänger (Bariton)
- Mathilde Knauer-Haas, Großherzoglich Hessische Kammersängerin[9]
- Margaretha Knothe-Wolf, deutsche Sopranistin
- Antonia Kufferath, belgische Sopranistin
- Modest Menzinsky, ukrainischer Opernsänger (Tenor)
- Johannes Messchaert, niederländischer Bariton
- Raimund von Zur Mühlen, deutscher Tenor
- Carl Perron, deutscher Opernsänger (Bassbariton)
- Emil Pinks, deutscher Tenor
- Anton van Rooy, niederländischer Bassbariton
- Anton Sistermans, niederländischer Bariton
- Karl Scheidemantel, deutscher Opernsänger (Bariton)
- Cilla Tolli, deutsche Mezzosopranistin
- Wally Schauseil, deutsche Konzertsängerin (Sopran)
- Therese Schnabel-Behr, deutsche Altistin
- Hans Spies, deutscher Bariton
- Hermine Spies, deutsche Oratorien- und Konzertsängerin
- Amy Sherwin, australische Opernsängerin (Sopran)
- Hans Vaterhaus, Schweizer Bariton
- Mathilde Weckerlin, deutsche Opernsängerin (Sopran)
- Clarence Whitehill, amerikanischer Bassbariton
- Gerardus Zalsman, deutscher Bariton

## Werke
- Julius Stockhausens Gesangsmethode. C. F. Peters, Leipzig 1884.
- A Method of Singing. Übersetzung von Sophie Löwe. Novello, Ewer and Co., London 1884.
- mit Max Friedlaender: Julius Stockhausens Gesangstechnik und Stimmbildung. C. F. Peters, Frankfurt am Main 1886/1887.

## Dokumente
Briefe von Julius Stockhausen befinden sich im Bestand des Leipziger Musikverlages C. F. Peters im Staatsarchiv Leipzig.